# Поет-лауреат США
Поет-лауреат-консультант поезії в Бібліотеці Конгресу — більш поширено поет-лауреат США — це офіційний поет Сполучених Штатів Америки. Протягом його або її терміну на цій посаді поет-лауреат прагне підняти національну свідомість з метою більшого зацікавлення читанням і написанням поезії. Цю посаду було створено за зразком поета-лауреата Сполученого Королівства. Відомий раніше як консультант поезії в Бібліотеці Конгресу, нинішній титул було розроблено і санкціоновано актом Конгресу США в 1985 році. Офіс поета-лауреата адмініструється Центром книги.

## Огляд
Поет-лауреат призначається щорічно Бібліотекарем Конгресу Сполучених Штатів у період з жовтня по травень. Під час прийняття рішення Бібліотекар консультується з колишніми призначенцями, поточним лауреатом та іншими видатними діячами в цій сфері.
Нині лауреат отримує річну стипендію, яка становить 35000 доларів США; спочатку її фінансував Арчер М. Хантінгтон як дарунок. 3 жовтня 1985 року Конгрес США прийняв закон, автором якого є сенатор Спарк М. Мацунага (від штату Гаваї), який передбачав зміни у назві посади поета-лауреата-консультанта поезії. Бібліотека звела до мінімуму обов'язки поета задля того, щоб забезпечити максимальну свободу для роботи над власними проектами. Лауреат дає щорічну лекцію і читає свою поезію, а також презентує творчість інших поетів у поетичних циклах Бібліотеки, найстарішої у вашингтонському окрузі і однієї з найстаріших у США. Цей щорічний цикл публічних читань поезії та фантастики, лекцій, симпозіумів й іноді драматичних вистав розпочався в 1940-х роках. Загалом за весь час існування інституту лауреатства до Бібліотеки було запрошено понад 2000 письменників і поетів для того, щоб читати свої твори для Архіву записаної поезії та літератури.
Кожний консультант зробив свій неповторний внесок на посаді поета-лауреата. Максін Кумін започаткувала популярну серію семінарів поезії для жінок у Бібліотеці Конгресу. Ґвендолін Брукс зустрічалась з учнями початкових шкіл, заохочуючи їх до написання віршів. Йосип Бродський ініціював ідею про поширення поезії в аеропортах, супермаркетах і готельних номерах. Ріта Дав збирала письменників, щоб досліджувати африканську діаспору очима митців, та відстоювала права дитячої поезії і джазу на поетичних заходах, зокрема на читаннях у Білому домі під час першої державної вечері Білла Клінтона. Роберт Гасс організував конференцію «Watershed», на якій зібралися видатні письменники, поети і казкарі, щоб поділитись думками про літературу, природу і суспільство. Він також був співзасновником Міжнародного дитячого поетичного і художнього конкурсу «River of Words K–12». Роберт Пінскі ініціював проект Favorite Poem Project. Завдяки проекту Біллі Коллінза «Поезія 180», до всіх середніх шкіл було надіслано по одній поемі в розрахунку на кожен день навчального року. Ці вірші були зібрані і опубліковані в двох антологіях.

## Спеціальні консультанти поезії
1999—2000 (до 200-річного ювілею Бібліотеки Конгресу) — Рита Дав, Луїза Глюк і В.С. Мервін